# Drogi pośród nocy
Drogi pośród nocy (niem. Wege in der Nacht) – niemiecki film obyczajowy z roku 1979 w reżyserii Krzysztofa Zanussiego.

## Fabuła
Akcja filmu rozgrywa się podczas II wojny światowej w majątku ziemskim hrabiny Elżbiety. Zakochuje się w niej niemiecki oficer Friedrich von Odenthal. Hrabina postanawia wykorzystać jego zaślepienie uczuciem, by pomóc okolicznym partyzantom.

## Obsada
- Zbigniew Zapasiewicz – Amadei
- Maja Komorowska – Elżbieta
- Irmgard Först – matka Friedricha
- Horst Frank – Hans Albert
- Eugeniusz Priwieziencew – uciekający chłop
- Cezary Morawski – młody chłop
- Edward Dziewoński – niemiecki zarządca
- Andrzej Szenajch – oficer
- Diana Körner – żona Friedricha
- Mathieu Carrière – Friedrich
- Michał Anioł – partyzant
- Barbara Rachwalska – wiejska kobieta